# Мишинська сільська рада
| Мишинська сільська рада — орган місцевого самоврядування у Коломийському районі Івано-Франківської області з адміністративним центром у с. Мишин. Історична дата утворення: в 1940 році. Водоймища на території, підпорядкованій даній раді: річка Лючка. Сільській раді підпорядковані населені пункти: - с. Мишин |

## Склад ради

### Керівний склад ради
Примітка: таблиця складена за даними джерела